# Сант'Олива (Фрозиноне)
Сант'Олива је насеље у Италији у округу Фрозиноне, региону Лацио.
Према процени из 2011. у насељу је живело 223 становника. Насеље се налази на надморској висини од 59 м.